# Mr. Sandman
Mr. Sandman – utwór nagrany przez zespół The Chordettes, który został wydany w roku 1954. W 1996 roku zespół Blind Guardian zarejestrował własną wersję piosenki, która została umieszczona na singlu promującym ich album The Forgotten Tale.

## Wersja Blind Guardian

### Lista utworów
1. Mr. Sandman 2:11
2. Bright Eyes (wersja edytorska) 4:04
3. Hallelujah (cover Deep Purple) 3:18
4. Imaginations From the Other Side (demo) 7:13
5. The Script for My Requiem (demo) 7:01